# Stephanoxis lalandi
Stephanoxis lalandi là một loài chim trong họ Chim ruồi. Đây là loài đặc hữu của Brazil, nơi có phạm vi rộng nhưng được coi là không phổ biến. Giống như hầu hết nếu không phải tất cả các loài chim ruồi, chế độ ăn của chúng bao gồm động vật chân đốt và mật hoa, và trong mùa sinh sản, chim trống sẽ hình thành trường đấu (lek) với những con trống khác để thu hút con mái.